# Братішко Дмитро Володимирович
Братішко Дмитро Володимирович — український офіцер, бригадний генерал Збройних сил України, командувач Оперативного командування «Схід» Сухопутних військ ЗСУ (з 2024), командувач ОТУ «Запоріжжя» (з 2025).

## Життєпис
На 2018 рік був заступником командира 80-ї бригади.
З 20 вересня 2018 року до 2021 року був командиром Литовсько-польсько-української бригади.
На 2022 рік — командир 95-ї окремої десантно-штурмової бригади.
На 2024 рік — начальник штабу — заступник командувача Десантно-штурмових військ.
У 2024 році був призначений командувачем Оперативного командування «Схід».
У 2025 році призначений командувачем ОТУ «Запоріжжя».

## Нагороди
- Орден Богдана Хмельницького I ст. (20 лютого 2025) — за особисту мужність, виявлену у захисті державного суверенітету та територіальної цілісності України, самовіддане виконання військового обов'язку[8]
- Орден Богдана Хмельницького II ст. (22 травня 2022) — за особисту мужність і самовіддані дії, виявлені у захисті державного суверенітету та територіальної цілісності України, вірність військовій присязі[9]
- Орден Богдана Хмельницького III ст. (216/2016) — за особисту мужність і високий професіоналізм, виявлені у захисті державного суверенітету та територіальної цілісності України, вірність військовій присязі[10]
- Орден «За мужність» II ст. (10 квітня 2022) — за особисті заслуги у захисті державного суверенітету та територіальної цілісності України, мужність і самопожертву у волонтерській діяльності[11]
- Орден «За мужність» III ст. (8 березня 2022) — за особисту мужність і самовіддані дії, виявлені у захисті державного суверенітету та територіальної цілісності України, вірність військовій присязі[12]
- Орден Данила Галицького (28 вересня 2022) — за особисту мужність і самовіддані дії, виявлені у захисті державного суверенітету та територіальної цілісності України, вірність військовій присязі[13]

### Відео
- Командир 300-го полку підполковник Братішко Дмитро // 19 лютого 2014